# Wapen van Dinxperlo

Wapen van Dinxperlo

Het Wapen van Dinxperlo toont Vrouwe Justitia en gekruiste zwaarden op een gedeeld schild. Het is bij Koninklijk Besluit op 28 juli 1897 aan de toenmalige gemeente Dinxperlo verleend. Het bleef in gebruik  tot 1 januari 2005, toen de gemeentes Dinxperlo en Aalten werden samengevoegd tot een nieuwe gemeente Aalten.

## Geschiedenis
Het wapen van Dinxperlo is een zogenoemd 'sprekend' wapen, wat wil zeggen dat het de plaatsnaam sprekend uitbeeldt. Lang is aangenomen dat de naam Dinxperlo zou zijn opgebouwd uit  Ding wat staat voor een gericht, sper wat verwijst naar een plek in het bos waar het gericht gehouden werd, en Lo wat hier betrekking heeft op een 'open plaats' in het bos. 
Niet iedereen staat achter deze verklaring. Dinxperlo was in de Middeleeuwen een onbetekenende plaats, hoewel het op 28 juni 1326, toen de bisschop van Munster Dinxperlo samen met de gerichten Aalten en Winterswijk verpandde aan de graaf van Gelre al wel een eigen gericht had. Dat beperkte zich echter tot de lagere jurisdictie. Vanaf de zestiende eeuw moesten de inwoners van Dinxperlo voor de gerichtsdagen naar Aalten.
Uit recenter plaatsnaamonderzoek is gebleken dat  Dinxperlo in de late middeleeuwen voorkomt onder verschillende namen. In 1260 'Dingkesloe', in 1281 'Dinkesberne' en in 1331 'Dinkeloe'. Vast staat dat het achtervoegsel 'open plek in het bos' betekent. 'Berne' betekent bron waardoor men bij het voorvoegsel Dinke of dinkes denkt aan een riviertje, zoals de Dinkel in Twente. De naam Dinxperlo is waarschijnlijk de aardrijkskundige benaming van de plek waar de oorspronkelijke nederzetting gesticht is, een open plek in een bos aan een riviertje. 
Het wapen van Dinxperlo is dus minder 'sprekend' dan men in de negentiende eeuw aannam.

## Blazoenering
De Hoge Raad van Adel heeft op 28 juli 1897 de volgende blazoenering aan het wapen gegeven:
Doorsneden: I.In azuur het ten halven lijve uitkomende beeld der Jusitia, gelaat, haren en handen van natuurlijke kleur, gekleed in een geschubt pantser van zilver met een geciseleerden zilveren helm op het hoofd, in de rechterhand een zwaard van zilver met de punt omhoog en in de linker een weegschaal van goud houdende:
II. in sabel twee schuin kruislings geplaatste zwaarden van zilver met de punten omlaag, elk gedeeltelijk omstrengeld door een strik van natuurlijke kleur, met afhangende uiteinden. Het schild is omgeven door het randschrift: 'gemeentebestuur Dinxperlo'.
Het randschrift is volgens de secretaris van de HRvA niet geheel correct, een wapen wordt aan de gemeente verleend en niet aan het gemeentebestuur.

## Symboliek
Er zitten twee gerechtelijke symbolen in het wapen, Vrouwe Justitia en gekruiste zwaarden. De Hoge Raad van Adel vond het ingediende wapen overdadig met twee symbolen van gerechtigheid en recht. Bovendien was Vrouwe Justitia ten tijde van de rechtspraak in Dinxperlo nog niet bekend. Dat geldt ook voor haar voorgangster: de Griekse godin Themis die in de Lage Landen eerst aan het einde van de 15e eeuw als symbool voor gerechtigheid gold. De Hoge Raad van Adel vond haar onhistorisch en stelde voor een wapen met slechts de zwaarden te verlenen. De gemeente Dinxperlo besloot echter om en Vrouwe Justitia en de zwaarden te handhaven.

Wapen Gemeente Aalten sinds 2010

## Verwant wapen
De gekruiste zwaarden met de gouden stroppen van het wapen van Dinxperlo zijn nadat Dinxperlo toegevoegd is aan de gemeente Aalten in het nieuwe wapen van Aalten opgenomen. Hierover is veel politieke discussie gevoerd. Het Aaltense college was van mening dat het voorstel van de Hoge Raad van Adel geen vriendelijk beeld uitstraalde en adviseerde geen wapen, slechts een vlag te laten ontwerpen. Uiteindelijk heeft men zich bij de grenzeloze wijsheid van de Hoge Raad van Adel neergelegd en werd het nieuwe wapen bij KB van 8 juni 2010 ingevoerd. In Aalten gebruikt men bij voorkeur het oude wapen.
Voordat Dinxperlo het wapen met vrouwe Justitia voerde bevatte het wapen een schuin links gerichte bundel hennep omwikkeld met linten in een blauw gearceerd veld. Dinxperlo was bekend om zijn hennepteelt en hennepmarkt. Voor dit wapen heeft de Hoge Raad van Adel nooit zijn instemming gegeven. In 1852 liet de gemeente Dinxperlo bij 's Rijksmunt in Utrecht een onderscheingsteecken des Burgemeesters'  maken met aan de ene zijde het rijkswapen gegraveerd, en aan de andere zijde het gemeentewapen met de gebonden bos hennep.